# Pierścień półprosty w sensie Jacobsona
Pierścień półprosty w sensie Jacobsona albo pierścień półprymitywny – w algebrze, pierścień (niekoniecznie przemienny), którego radykał Jacobsona jest ideałem zerowym: część wspólna wszystkich lewostronnych/prawostronnych ideałów maksymalnych zawiera wyłącznie zero tego pierścienia.

## Przykłady
Półproste w sensie Jacobsona są:
- pierścień liczb całkowitych;
- ciała; pierścienie regularne w sensie von Neumanna; pierścienie prymitywne, tak lewo-, jak i prawostronnie;
- pierścienie wielomianów skończenie wielu zmiennych nad ciałami[1];
- C*-algebry[a];
- pierścienie przemienne wtedy i tylko wtedy, gdy są iloczynami podprostymi ciał;
- pierścienie artinowskie lewostronnie wtedy i tylko wtedy, gdy są półproste[b].

Niech {\displaystyle M} będzie monoidem, zaś {\displaystyle L/K} oznacza algebraiczne rozszerzenie ciał; wówczas jeśli algebra półgrupowa {\displaystyle L[M]} jest półprymitywna, to algebra {\displaystyle K[M]} jest również półprymitywna.